# Zollmuseum Habkirchen

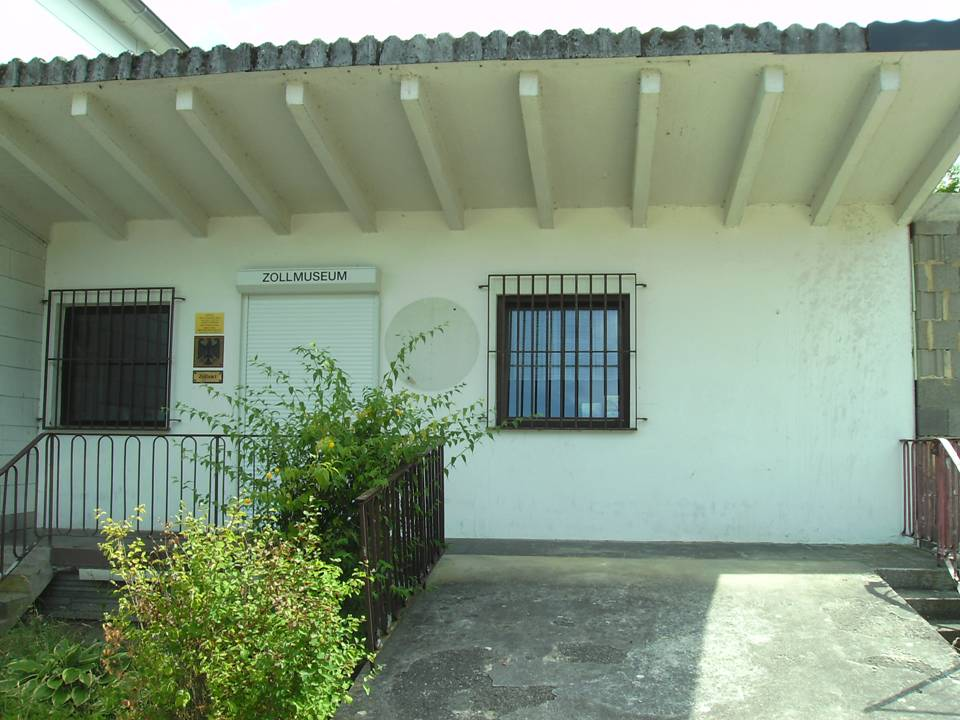
Zollmuseum Habkirchen

Das Zollmuseum im saarländischen Habkirchen dokumentiert die Geschichte der Grenze und damit verbunden des Zolls zwischen dem deutschen Habkirchen und der französischen Nachbargemeinde Frauenberg. Das Museum (ca. 90 m²) ist in den Räumen des ehemaligen Zollhäuschens in Habkirchen untergebracht. Das ehemalige Zollhaus befindet sich direkt an der Fußgängerbrücke (Freundschaftsbrücke) nach Frauenberg. Träger des Museums ist der Heimat- und Geschichtsverein Mandelbach-Habkirchen. Leiter des Zollmuseums ist Franz-Josef Fries.

## Geschichte

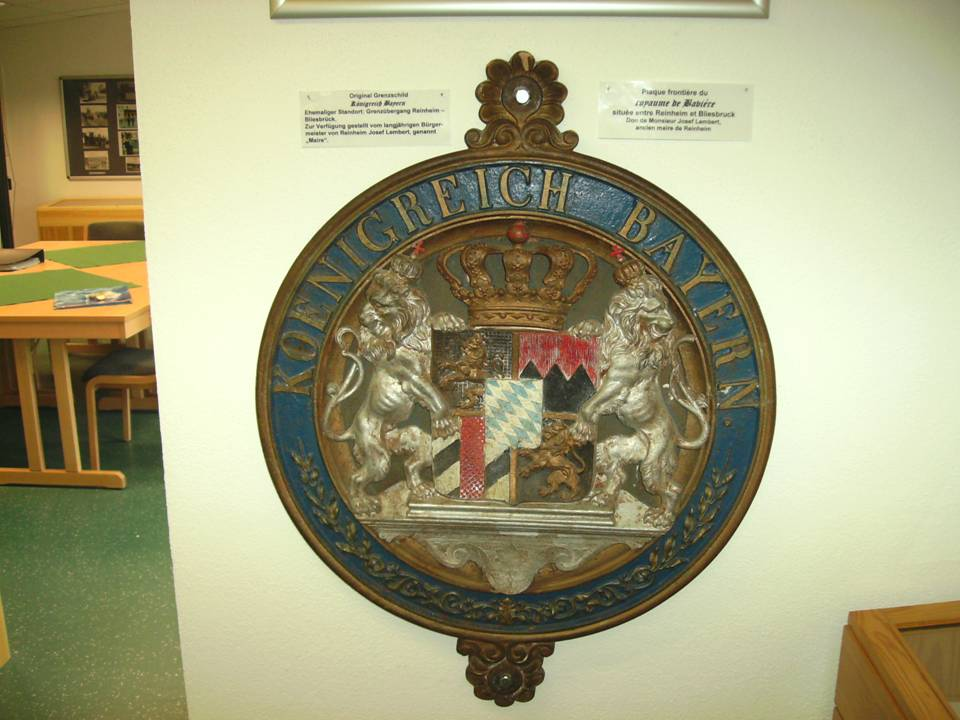
Grenzschild „Königreich Bayern“ am ehemaligen Grenzübergang Habkirchen-Frauenberg

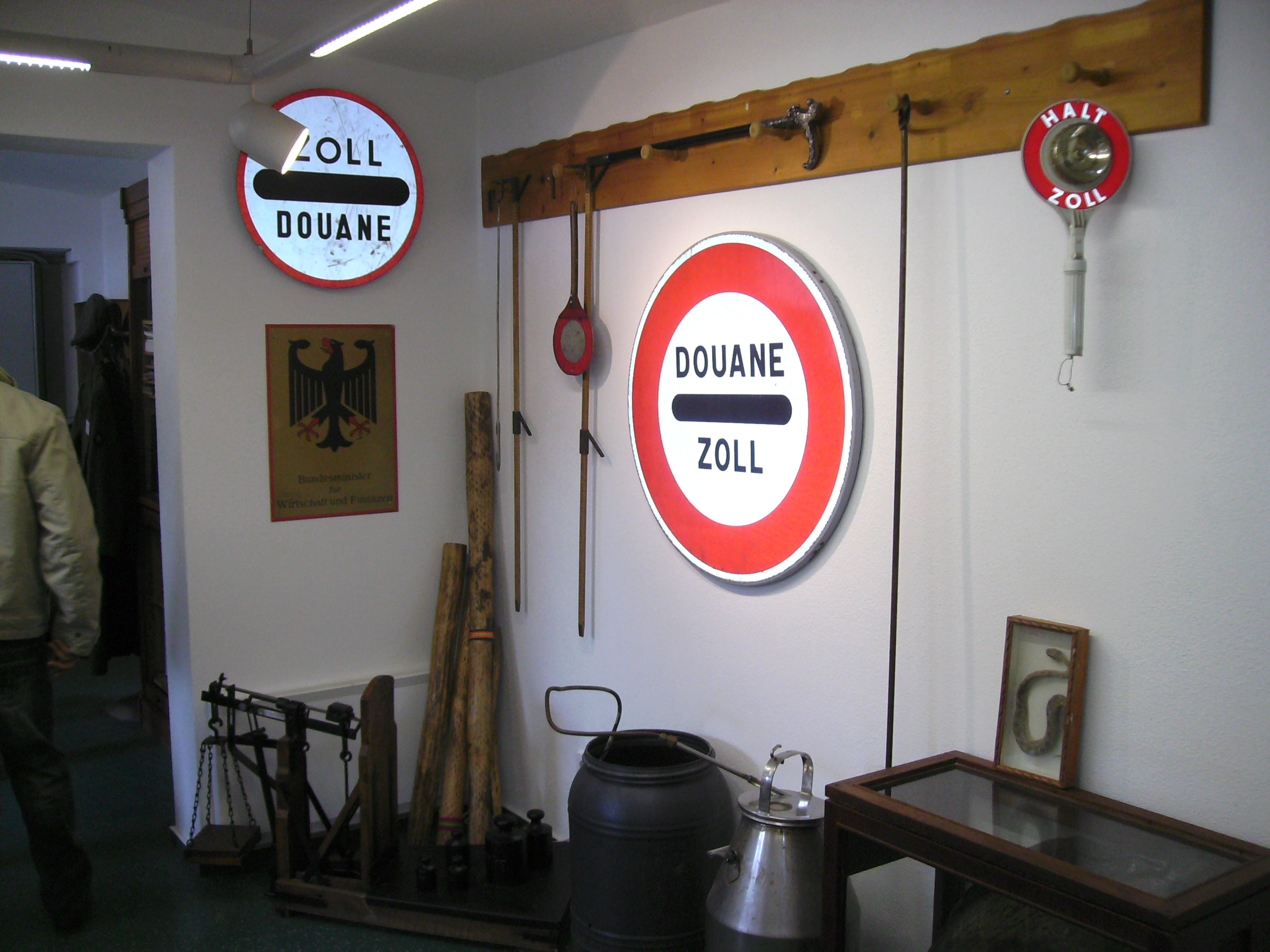
Präsentationsraum (Ausschnitt)

Gegründet wurde das Museum von dem Habkirchener Bürger und langjährigen Ortsvorsteher Manfred Nagel, der von 1960 bis 1993 Zollbeamter bei der „Grenzaufsichtsstelle Habkirchen“ war. Nachdem die Zollgrenzen innerhalb der Europäischen Union 1993 gefallen waren, wurde auch die Zollstation in Habkirchen aufgelöst. Um die über 300-jährige Geschichte des Grenzpostens zu dokumentieren und der Nachwelt zu erhalten, begann Nagel mit dem Sammeln von Ausstellungsstücken und Dokumenten, die er dann museal im alten Zollgebäude präsentieren konnte. Für seine Verdienste um das Zollmuseum und die Heimatgeschichte wurde Nagel im August 2011 mit dem Bundesverdienstkreuz am Bande ausgezeichnet.
Am 1. Januar 1993 ging in Habkirchen eine über 300-jährige Zollgeschichte zu Ende. An diesem Tag wurden die Zollgrenzen zwischen den Staaten der Europäischen Union abgeschafft. An diese wechselhafte Geschichte der saarländischen Grenzregion erinnert heute dieses in Südwestdeutschland einmalige kleine Zollmuseum mit zahlreichen interessanten Exponaten. Angeregt und betrieben wird das Zollmuseum vom Heimat- und Geschichtsverein Mandelbach-Habkirchen, dessen Mitglieder die Besucher ehrenamtlich durch das Haus führen.
Die Blies bildet in Habkirchen die Staatsgrenze zwischen Deutschland und Frankreich. Aber anders als sonst üblich, verläuft die Grenze nicht in der Mitte des Flusses. Stattdessen liegt die Blies komplett auf französischem Hoheitsgebiet. Die Reichsgräfin Marianne von der Leyen aus Blieskastel hatte diese Regelung 1781 in einem Vertrag mit dem französischen König Ludwig XVI. festgelegt. Die sonderbare Vereinbarung wurde später auf dem Wiener Kongress nicht zurückgenommen und gilt deshalb bis heute. Ein alter Grenzstein aus dem Jahr 1826, der direkt an der Brücke steht, erinnert daran.
Bis zur Französischen Revolution taten in der Zollstation hochgräflich leyische Zollbeamte ihren Dienst. Nachdem die linksrheinischen Gebiete 1801 im Vertrag von Luneville an Frankreich abgetreten wurden, verschwand auch die Zollstation wieder. Nach der Niederlage Napoleons kam die Pfalz 1816 zu Bayern. Ein original bayrisches Grenzschild aus dieser Zeit ist im Zollmuseum zu sehen. Ein ganz besonderes interessantes Exponat des Museums stammt aus dieser bayrischen Zeit: Eine Kopie des französischen Reisepasses von Karl Marx, der am 7. April 1848 über die Zollstelle Habkirchen nach Deutschland eingereist ist.
Eine andere interessante Geschichte ist die des Zollamtscontrolleurs Maximilian Weizenberg. Von dem Beamten, um den sich die Legenden rankt, er sein ein unehelicher Spross aus dem bayrischen Hochadel gewesen, ist im Zollmuseum eine Daguerreotypie zu sehen, einem Bild aus der Pionierzeit der Fotografie.
Nach dem Deutsch-Französischen Krieg wurde Elsass-Lothringen dem Deutschen Reich einverleibt und die Zollstation in Habkirchen am 31. Dezember 1871 wieder geschlossen. Sie lebte auch nach dem Ersten Weltkrieg nicht mehr auf, da das Saargebiet dem französischen Wirtschaftsgebiet angeschlossen worden war. Erst nach der Volksabstimmung und der damit verbundenen Rückkehr des Saargebietes zum Deutschen Reich wurde der Zolldienst von 1935 bis zur Besetzung Frankreichs 1940 von der Reichszollverwaltung wieder aufgenommen.
Der Zweite Weltkrieg brachte der Bevölkerung in der Grenzregion große Not und Zerstörung. 1939 wurde die zweihundert Jahre alte Brücke zwischen Habkirchen und Frauenberg von den französischen Truppen gesprengt. Neunzig Prozent der beiden Orte waren 1945 am Ende des Krieges zerstört. Am 1. November 1947 wurde die wirtschaftliche Angliederung des Saarlandes an Frankreich mit der Einführung des französischen France vollzogen. Nach der Ablehnung des Saarstatuts 1955 kam es erst 1959 wieder zurück an Deutschland und in Habkirchen wurde wieder ein Zollamt gebraucht. 1964 zogen die Zollbeamten um in das neue Zollgebäude in Frauenberg an der Umgehungsstraße. Dort taten sie Dienst bis 1993 die Grenzen fielen und im Nachgang die Abfertigungsgebäude wieder abgerissen wurden.
Heute erinnert nur noch das kleine Zollmuseum, das im April 2011 um 50 m² erweitert wurde, an den Alltag der deutschen und französischen Zöllner. Lebensgroße Puppen mit Original-Uniformen veranschaulichen das Auftreten und den Respekt heischenden Status der Zöllner beider Seiten. Zahlreiche Exponate, Fotos und Dokumente belegen den Alltag in der Grenzregion und warten darauf, von den Besuchern entdeckt zu werden.

## Inhalt

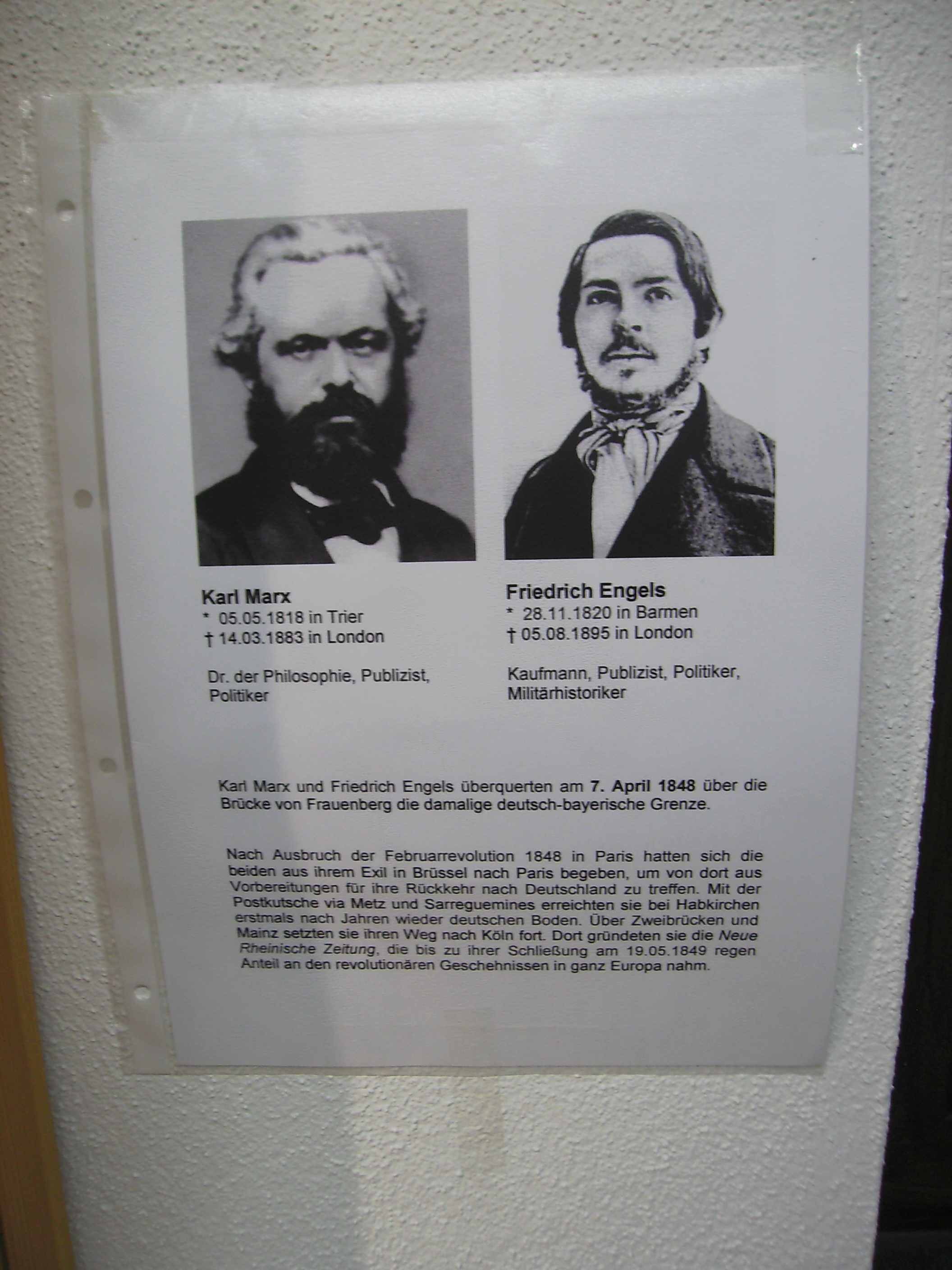
Legende zum Grenzübertritt von Marx und Engels (1848)

Gezeigt wird im Zollmuseum der Alltag der deutschen Zöllner, wie auch der ihrer französischen Kollegen. Lebensgroße Puppen mit Original-Uniformen veranschaulichen das Auftreten und den Respekt heischenden Status der Zöllner beider Seiten. Auch zahlreiche Dokumente belegen den Alltag in der Grenzregion. Ein besonderes Sammlerstück ist die Kopie des Reisepasses von Karl Marx, der den Einreisestempel vom 7. April 1848 mit dem Vermerk „Königl. Bayerisches Nebenzollamt 1. Klasse Habkirchen“ trägt; Habkirchen gehörte auch einige Jahrzehnte zum Königreich Bayern. Im Rahmen der Dokumentation wird auch dem an Grenzübergängen üblichen Schmugglertum besondere Beachtung geschenkt. Im April 2011 wurde ein neuer Anbau der Öffentlichkeit übergeben. Der Anbau erweitert die Ausstellungsfläche um weitere 50 m².

## Öffnungszeiten
Das Museum ist jeden dritten Sonntag im Monat, 14.00 – 18.00 Uhr oder nach Vereinbarung geöffnet, der Eintritt ist frei.